# Participatie van Vrouwen uit Etnische Minderheden
De Commissie Participatie van Vrouwen uit Etnische Minderheidsgroepen (PaVEM) was tussen 2003 en 2005 een Nederlandse adviescommissie die deelname van allochtone vrouwen aan het maatschappelijk verkeer wil bevorderen. 
Het kabinet-Balkenende II stelde deze commissie in op 3 juli 2003, op initiatief van de ministers De Geus (Sociale Zaken en Werkgelegenheid) en Verdonk (Vreemdelingenzaken en Integratie). 
Oud-Kamerlid en oud-fractievoorzitter van GroenLinks Paul Rosenmöller werd benoemd tot voorzitter van de commissie. In de commissie zaten verder prinses Máxima, Hans de Boer (oud-voorzitter van MKB-Nederland), Lilian Callender (directeur van Hogeschool Inholland), oud-minister Hans Dijkstal en Yasemin Tümer (managing director bij KPMG).
Per 1 juli 2005 werd de commissie ontbonden. 

## Taakstelling
Het was de taak van de commissie om geslaagde praktijkvoorbeelden uit de samenleving te verzamelen en gemeenten beleidsmatig te adviseren. De commissie ondersteunde de dertig grootste gemeenten om allochtone vrouwen meer bij activiteiten in de samenleving te betrekken. Het ging daarbij onder meer om betrokkenheid bij arbeidsmarkt en andere maatschappelijke activiteiten. Alle lokale ervaringen en geslaagde initiatieven werden verzameld en aan de overige gemeenten aangeboden. Daarnaast bewaakte de commissie de uitvoering van het kabinetsbeleid op dit terrein.

## Initiatieven
In 2004 begon de Commissie PaVEM met het aanbieden van een herintegratieproject voor werkzoekende allochtone vrouwen. 
Circa 180.000 allochtone vrouwen (2004) beheersen de Nederlandse taal niet of onvoldoende. Een van de oorzaken daarvan is dat veel vrouwen om religieus-culturele redenen thuis gehouden worden. PaVEM bevorderde daarom het geven van taallessen aan huis, in het kader van het Landelijk Netwerk Thuislesorganisaties. Het Oranje Fonds steunde dit initiatief met 9 miljoen euro. Prinses Máxima lanceerde in 2004 de website 'Taallessen aan huis'.  
Op 7 juni 2004 werd het Participatieteam opgericht, een groep van 30 allochtone vrouwen uit allerlei etnische groepen, die moeten fungeren als rolmodel en voortrekkers op het gebied van integratie en deelname aan het maatschappelijk verkeer. Zij treden op als gesprekspartner voor gemeenten en als contactpersoon van allochtone vrouwen in hun stad. Zij zijn spreekbuis en klankbord, ook voor de commissie en voor bedrijven die deelname van allochtone vrouwen in de maatschappij actief willen bevorderen. Zij zetten zich onder meer in voor taalonderwijs en arbeidsbemiddeling, speerpunten van het Uitvoeringsplan Emancipatie en Integratie van het ministerie van Vreemdelingenzaken en Integratie.

## Ophef
In mei 2005 ontstond ophef toen De Telegraaf onthulde dat Paul Rosenmöller als voorzitter van de commissie voor een eendaagse werkweek een jaarsalaris van 70.000 euro toucheerde. Naar aanleiding van de onrust besloot Rosenmöller 25.000 euro terug te storten aan het  ministerie van Sociale Zaken. Ook verklaarde de commissie dat prinses Máxima haar vergoeding schonk aan een goed doel.